# زانماداو (سيف)
زانماداو (بالصينية: 斬馬刀). ويعني صابر تقطيع الحصان. كان سيفًا صينيًا ذو نصل واحد مضاد لسلاح الفرسان . نشأت خلال عهد أسرة هان (206 قبل الميلاد - 220 م) وكانت شائعة خصوصًا في سونغ الصين (960-1279).

## الخصائص
الزانماداو هو سيف ذو حد واحد بشفرة طويلة وعريضة، ومقبض طويل مناسب للاستخدام باليدين. اُستُخدم كسلاح مضاد لسلاح الفرسان، ويرجع تاريخه إلى الإمبراطور تشينغ هان، والذي تم تصنيعه لتقطيع أرجل الحصان.  هذا مذكور في (Wujing Zongyao/وجينغ زونج ياو) ، دليل سونغ العسكري من عام 1072.  وقد ظهر بشكل بارز ضد جيوش جين في الحملات بين عامي 1129 و1141.
كانت النسخة الأقدم وهي سيف زانماجيان، موجودة خلال عهد أسرة هان، وقد سُمي بهذا الاسم لأنه كان من المفترض أنه كان قادرًا على قطع رأس الحصان. الفرق بين الاثنين هو أن زانماجيان ذو حدين في حين أن الزانماداو ذو حد واحد، وهو ما يستمر بمعنى جيان وداو . اقتراح آخر هو أن الزانماجيان كان أداة إعدام تستخدم في المناسبات الخاصة وليس سلاحًا عسكريًا.
تشمل الأمثلة الباقية سيفًا قد يشبه ناجاماكي في البناء؛ كان لها مقبض ملفوف يبلغ طوله 37 سم (15 بوصة) مما يجعل من السهل الإمساك به باليدين بشفرة يبلغ طولها 114 سم (45 بوصة) ومستقيمة، مع منحنى طفيف في النصف الأخير.

## أسلحة مماثلة
الاختلافات المحتملة لهذه السيوف الصينية كانت تشانغداو من أسرة تانغ وسلالة مينغ، ووداو من أسرة تشينغ، وكذلك مياوداو من العصر الجمهوري . ربما كان الزانماداو أيضًا مصدر إلهام للزانباتو اليابانية (斬馬刀) ؛ كلاهما مكتوب بنفس الأحرف ويقال أنه تم استخدامهما لقتل الحصان والفارس في أرجوحة واحدة. 